# Józefa Szkop-Bartoszek
Józefa Szkop-Bartoszek (ur. 1936 w Równym) – polska aktorka teatralna.

## Życiorys
Józefa Szkop-Bartoszek urodziła się 18 marca 1936 r. w Równym. Debiutowała 5 maja 1961 r. rolą Walentowej w „Karykaturach” Stefana Kisielewskiego w reż. Ireneusza Kanickiego w Teatrze Powszechnym w Łodzi, a rok później ukończyła studia na wydziale aktorskim łódzkiego PWSTiF.
Po ukończeniu szkoły była aktorką Teatru Ziemi Łódzkiej (1962-65), Teatru im. Siemaszkowej w Rzeszowie (1966-68), Teatru Dramatycznego im. Słowackiego w Koszalinie (1968-70), Teatru im. Osterwy w Gorzowie Wielkopolskim (1970-71), Teatru Dolnośląskiego w Jeleniej Górze (1971-74), Teatru im. Norwida w Jeleniej Górze (1974-77), Teatru im. Bogusławskiego w Kaliszu (1977-79), Teatru im. Osterwy w Gorzowie Wielkopolskim (1979-81), Teatru Dramatycznego w Legnicy (1981-82), Teatru Dramatycznego w Słupsku (1982-85).

## Filmografia
- Panienka z okienka, 1964